# Paul Windhausen (1903-1944)
Henricus Josephus Paulus (Paul) Windhausen (Roermond, 19 mei 1903 – Rijsbergen, 4 oktober 1944) was een Nederlands schilder, tekenaar, grafisch ontwerper en onderwijzer, die als verzetsstrijder om het leven werd gebracht.

## Levensloop
Windhausen, zoon van Paul Windhausen (1871-1944) en Maria Wilhelmina Hilgers, kwam uit een Roermondse kunstenaarsfamilie. Na het doorlopen van het gymnasium van het Bisschoppelijk College in Roermond volgde hij de opleiding Middelbaar Onderwijs tekenen aan de Rijksnormaalschool voor Teekenonderwijs in Amsterdam en in augustus 1927 behaalde hij de akte MA-tekenen. Hij was van 1928 tot 1929 onderwijzer aan de Middelbare kunstnijverheidsschool in Maastricht. Op 1 januari 1929 werd hij benoemd tot tekenleraar aan het Onze Lieve Vrouwelyceum in Breda. In 1933 richtte hij samen met Gerrit de Morée, Dio Rovers en Jan Strube de Kunstkring Breda op.
Tijdens de oorlog raakte hij met een collega-leraar van het Onze Lieve Vrouwelyceum in 1943 betrokken bij het verzet. Hij gaf leiding aan een groep verzetsmensen die na Dolle Dinsdag (op 5 september 1944) op het landgoed (thans natuurterrein) De Vloeiweide bij Rijsbergen een radiopost van de Ordedienst onderhield. Dat gebeurde in het huis van boswachter Neefs en diens gezin met vrouw en acht kinderen.
Samen met de andere leden van deze groep werd Windhausen daar bij een overval door de Duitsers om het leven gebracht, drie weken voordat Breda werd bevrijd door de Poolse 1e Pantserdivisie onder leiding van generaal Maczek (29 oktober). Op 4 oktober 1944 werd dit huis - waarschijnlijk door verraad - door de Duitsers overvallen. Bij de overval op de Post in de Vloeiweide werd de verzetsgroep aangetroffen. Er ontstond een hevig vuurgevecht. Windhausen liep naar buiten om vrije aftocht te vragen voor mevrouw Neefs en de kinderen. Vrijwel onmiddellijk werd hij neergeschoten. De zwaargewonde Windhausen werd vervolgens door een Nederlandse SS’er met een pistool doodgeschoten. Het huis werd in brand gestoken. Daarbij kwamen de vrouw van de boswachter en drie van hun kinderen in de vlammen om. Er sneuvelden zeven verzetsmensen en vijf Duitse militairen. Negen overlevenden werden meegevoerd, van wie er de andere dag op de Ginnekense schiethei acht werden terechtgesteld. Alleen de jongste werd gespaard en moest getuige zijn.
Vlak na de bevrijding werd ter nagedachtenis van Windhausen een overzichtstentoonstelling georganiseerd in het Stedelijk Museum in Breda.

## Werk

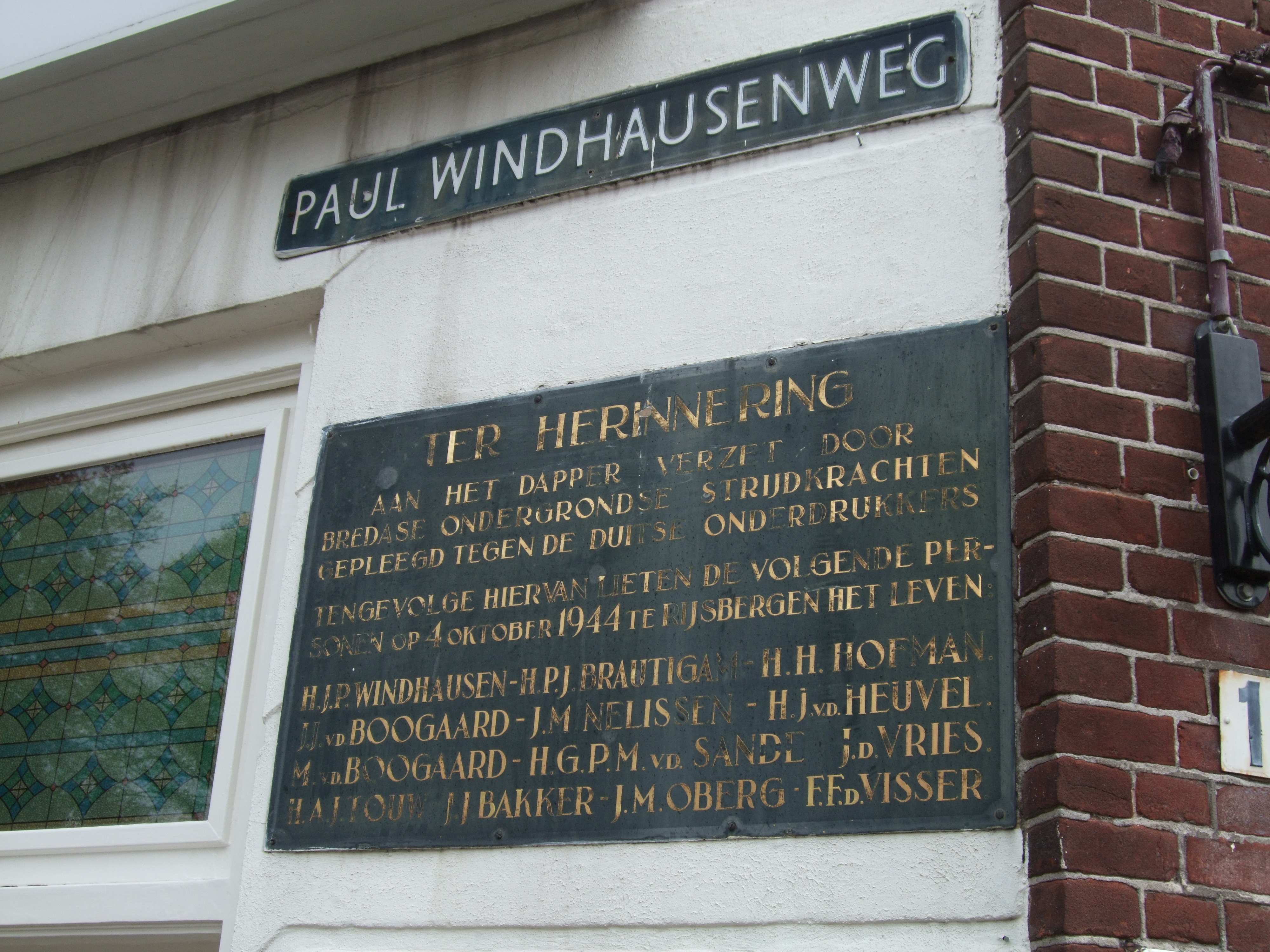
De Paul Windhausenweg in Breda met plaquette ter herinnering aan de Vloeiweide-groep.

Windhausen schilderde portretten, landschappen en enkele religieuze werken. Enkele van zijn werken zijn het Spanjaarsgat te Breda (1937), Winter 1942, een houtgravure met stadsgezicht van Breda (1938) en het interieur van IJzergieterij Touw in Breda, bekend als De ijzergieterij. Dit laatste werk was in het bezit van zijn zus, Mevr. Van Hees-Windhausen, en is kort voor 1997 gekocht door de gemeente Breda.

## Nagedachtenis
Ieder jaar in oktober wordt de overval op de Post in de Vloeiweide herdacht met een gebedsdienst. Breda heeft een straat naar deze verzetsstrijder genoemd, de Paul Windhausenweg. Dit is de straat waar het Onze Lieve Vrouwelyceum is gevestigd. In 1952 werd aan hem postuum de Bronzen Leeuw toegekend. Het Breda's Museum bezit werk van hem. Dr. Loe de Jong vermeldde hem in zijn Nederlandse oorlogsgeschiedenis.

## Stamboom
|                               |                               |                               |                               |                               |                               |  |  |                            |                            |                            |                            | Peter Heinrich Windhausen 1832-1903 |                            |  |  |                             |                             |                             |                             |                             |                             |  |  |                               |                               |                               |                               |                               |                               |  |  |  |  |  |  |  |  |  |  |  |  |  |  |  |  |  |  |  |  |  |  |  |  |  |  |
|                               |                               |                               |                               |                               |                               |  |  |                            |                            |                            |                            |                                     |                            |  |  |                             |                             |                             |                             |                             |                             |  |  |                               |                               |                               |                               |                               |                               |  |  |  |  |  |  |  |  |  |  |  |  |  |  |  |  |  |  |  |  |  |  |  |  |  |  |
|                               |                               |                               |                               |                               |                               |  |  |                            |                            |                            |                            |                                     |                            |  |  |                             |                             |                             |                             |                             |                             |  |  |                               |                               |                               |                               |                               |                               |  |  |  |  |  |  |  |  |  |  |  |  |  |  |  |  |  |  |  |  |  |  |  |  |  |  |
| Heinrich Windhausen 1857-1920 | Heinrich Windhausen 1857-1920 | Heinrich Windhausen 1857-1920 | Heinrich Windhausen 1857-1920 | Heinrich Windhausen 1857-1920 | Heinrich Windhausen 1857-1920 |  |  | Albin Windhausen 1863-1946 | Albin Windhausen 1863-1946 | Albin Windhausen 1863-1946 | Albin Windhausen 1863-1946 | Albin Windhausen 1863-1946          | Albin Windhausen 1863-1946 |  |  | Joseph Windhausen 1865-1936 | Joseph Windhausen 1865-1936 | Joseph Windhausen 1865-1936 | Joseph Windhausen 1865-1936 | Joseph Windhausen 1865-1936 | Joseph Windhausen 1865-1936 |  |  | Paul Windhausen sr. 1871-1944 | Paul Windhausen sr. 1871-1944 | Paul Windhausen sr. 1871-1944 | Paul Windhausen sr. 1871-1944 | Paul Windhausen sr. 1871-1944 | Paul Windhausen sr. 1871-1944 |  |  |  |  |  |  |  |  |  |  |  |  |  |  |  |  |  |  |  |  |  |  |  |  |  |  |
| Heinrich Windhausen 1857-1920 | Heinrich Windhausen 1857-1920 | Heinrich Windhausen 1857-1920 | Heinrich Windhausen 1857-1920 | Heinrich Windhausen 1857-1920 | Heinrich Windhausen 1857-1920 |  |  | Albin Windhausen 1863-1946 | Albin Windhausen 1863-1946 | Albin Windhausen 1863-1946 | Albin Windhausen 1863-1946 | Albin Windhausen 1863-1946          | Albin Windhausen 1863-1946 |  |  | Joseph Windhausen 1865-1936 | Joseph Windhausen 1865-1936 | Joseph Windhausen 1865-1936 | Joseph Windhausen 1865-1936 | Joseph Windhausen 1865-1936 | Joseph Windhausen 1865-1936 |  |  | Paul Windhausen sr. 1871-1944 | Paul Windhausen sr. 1871-1944 | Paul Windhausen sr. 1871-1944 | Paul Windhausen sr. 1871-1944 | Paul Windhausen sr. 1871-1944 | Paul Windhausen sr. 1871-1944 |  |  |  |  |  |  |  |  |  |  |  |  |  |  |  |  |  |  |  |  |  |  |  |  |  |  |
| Paul Windhausen 1892-1945     | Paul Windhausen 1892-1945     | Paul Windhausen 1892-1945     | Paul Windhausen 1892-1945     | Paul Windhausen 1892-1945     | Paul Windhausen 1892-1945     |  |  | Fons Windhausen 1901-1973  | Fons Windhausen 1901-1973  | Fons Windhausen 1901-1973  | Fons Windhausen 1901-1973  | Fons Windhausen 1901-1973           | Fons Windhausen 1901-1973  |  |  |                             |                             |                             |                             |                             |                             |  |  | Paul Windhausen jr. 1903-1944 | Paul Windhausen jr. 1903-1944 | Paul Windhausen jr. 1903-1944 | Paul Windhausen jr. 1903-1944 | Paul Windhausen jr. 1903-1944 | Paul Windhausen jr. 1903-1944 |  |  |  |  |  |  |  |  |  |  |  |  |  |  |  |  |  |  |  |  |  |  |  |  |  |  |
| Paul Windhausen 1892-1945     | Paul Windhausen 1892-1945     | Paul Windhausen 1892-1945     | Paul Windhausen 1892-1945     | Paul Windhausen 1892-1945     | Paul Windhausen 1892-1945     |  |  | Fons Windhausen 1901-1973  | Fons Windhausen 1901-1973  | Fons Windhausen 1901-1973  | Fons Windhausen 1901-1973  | Fons Windhausen 1901-1973           | Fons Windhausen 1901-1973  |  |  |                             |                             |                             |                             |                             |                             |  |  | Paul Windhausen jr. 1903-1944 | Paul Windhausen jr. 1903-1944 | Paul Windhausen jr. 1903-1944 | Paul Windhausen jr. 1903-1944 | Paul Windhausen jr. 1903-1944 | Paul Windhausen jr. 1903-1944 |  |  |  |  |  |  |  |  |  |  |  |  |  |  |  |  |  |  |  |  |  |  |  |  |  |  |
|                               |                               |                               |                               |                               |                               |  |  |                            |                            |                            |                            |                                     |                            |  |  |                             |                             |                             |                             |                             |                             |  |  |                               |                               |                               |                               |                               |                               |  |  |  |  |  |  |  |  |  |  |  |  |  |  |  |  |  |  |  |  |  |  |  |  |  |  |
| Albin Windhausen 1937         | Albin Windhausen 1937         | Albin Windhausen 1937         | Albin Windhausen 1937         | Albin Windhausen 1937         | Albin Windhausen 1937         |  |  | Margriet Windhausen 1942   | Margriet Windhausen 1942   | Margriet Windhausen 1942   | Margriet Windhausen 1942   | Margriet Windhausen 1942            | Margriet Windhausen 1942   |  |  | Ward Windhausen 1949        | Ward Windhausen 1949        | Ward Windhausen 1949        | Ward Windhausen 1949        | Ward Windhausen 1949        | Ward Windhausen 1949        |  |  |                               |                               |                               |                               |                               |                               |  |  |  |  |  |  |  |  |  |  |  |  |  |  |  |  |  |  |  |  |  |  |  |  |  |  |
| Albin Windhausen 1937         | Albin Windhausen 1937         | Albin Windhausen 1937         | Albin Windhausen 1937         | Albin Windhausen 1937         | Albin Windhausen 1937         |  |  | Margriet Windhausen 1942   | Margriet Windhausen 1942   | Margriet Windhausen 1942   | Margriet Windhausen 1942   | Margriet Windhausen 1942            | Margriet Windhausen 1942   |  |  | Ward Windhausen 1949        | Ward Windhausen 1949        | Ward Windhausen 1949        | Ward Windhausen 1949        | Ward Windhausen 1949        | Ward Windhausen 1949        |  |  |                               |                               |                               |                               |                               |                               |  |  |  |  |  |  |  |  |  |  |  |  |  |  |  |  |  |  |  |  |  |  |  |  |  |  |
| Miriam Windhausen             |                               |                               |                               |                               |                               |  |  |                            |                            |                            |                            |                                     |                            |  |  |                             |                             |                             |                             |                             |                             |  |  |                               |                               |                               |                               |                               |                               |  |  |  |  |  |  |  |  |  |  |  |  |  |  |  |  |  |  |  |  |  |  |  |  |  |  |

- Biografisch Portaal: 95565974
- RKD-Nederlands Instituut voor Kunstgeschiedenis: 84908